# Каштіліаш IV
Каштіліаш IV (д/н — бл. 1225 до н. е.) — цар Вавилону близько 1232—1225 до н. е. (коротка хронологія), 1243—1231 до н. е. (середня хронологія). Точно відомо, що панував 8 років.

## Життєпис
Походив з Каситської (III Вавилонської) династії. Син царя Шагаракті-Шуріаша. Посів трон юнаком. Намагався продовжити політику попередників, спрямовану на збереження миру з сусідами та союзу з Хеттським царством. Водночас надав притулок мітаннійцям, що втекли до Вавилонії після розгрому їхнього царства Ассирією.
На 6-му році правління Каштіліаша IV до Вавилонії здійснив спустошливий набіг еламський цар Унташ-Напіріша. В результаті Вавилонське царство виявилося істотно ослабленим. Цим вирішив скористатися ассирійський цар Тукульті-Нінурта I, який на 8 році правління Каштіліаша IV атакував Вавилон. В результаті вавилонське військо зазнало нищівної поразки, а сам цар потрапив у полон. За цим ассирійці пограбували Вавилон. Царем Вавилону став Енліль-надін-шумі, який залежав від Ассирії. Через рік вавилоняни повстали, але їх виступ було жорстоко придушено, а сам Вавилон було після довгої облоги захоплено і розграбовано; не пощадили переможці і храмів, постраждала в тому числі й Есагіла, а статую Мардука завойовники забрали як трофей. Для того щоб послабити опір вавилонян в майбутньому, за наказом Тукульті-Нінурти було зруйновано стіни міста. Про ці події при царському дворі була складена епічна поема. На вісім років ассирійцям вдалося підкорити собі нижнє Межиріччя, але потім вавилоняни знову повстали і відновили незалежність своєї держави.